# Раківка (Балаклійський район)
Раківка — колишнє селище в Україні, підпорядковувалося Савинській селищній раді Балаклійського району Харківської області.
Раківка примикає до смт Савинці, в місці впадання річок Савинка і Теплянка в річку Сіверський Донець. Поруч залізнична станція Савинці, на північний захід невеликий сосновий ліс, на півдні — заливні луки і річка Сіверський Донець, є міст.
Рішенням Харківської обласної ради від 10 липня 2014 року селище з облікових даних у зв'язку із включенням у межі смт Савинці відповідно до рішення Харківської обласної ради від 23 березня 1994 року, яким встановлено межі смт Савинці.

## Населення

### Мова
Розподіл населення за рідною мовою за даними перепису 2001 року:
| Мова            | Кількість | Відсоток |
| --------------- | --------- | -------- |
| українська      | 477       | 93.16%   |
| російська       | 32        | 6.25%    |
| білоруська      | 1         | 0.20%    |
| інші/не вказали | 2         | 0.39%    |
| Усього          | 512       | 100%     |